# フォークヘッドボックスタンパク質
フォークヘッドボックスタンパク質（英: forkhead box protein）またはFOXタンパク質（英: FOX protein）は、細胞の成長、増殖、分化、そして長寿に関係する遺伝子の発現調節に重要な役割を果たす、転写因子のファミリーである。FOXタンパク質の多くは胚発生に重要である。また、FOXタンパク質は細胞分化の過程で凝縮したクロマチンに結合することが可能であり、パイオニア転写因子としての活性も持つ。
FOXタンパク質を決定づける特徴はフォークヘッドボックスの存在であり、これはDNA結合モチーフを形成する80から100アミノ酸の配列である。このフォークヘッドモチーフはタンパク質構造のループが蝶々のような形状をしており、ウィングドヘリックスとしても知られる。FOXタンパク質はヘリックスターンヘリックス型タンパク質の下位分類である。

## 生物学的役割
FOXタンパク質をコードする多くの遺伝子が同定されている。例えば、FOXF2はキイロショウジョウバエDrosophila melanogasterの転写因子であるfork headのヒトホモログとして多く存在するものの1つであり、肺と胎盤で発現している。
一部のFOX遺伝子は、基底細胞癌の発生に関与しているヘッジホッグシグナル伝達経路の下流標的である。クラスOのメンバー（FOXOタンパク質）は代謝、細胞増殖、ストレス耐性、そしておそらく寿命を調節している。FOXOタンパク質の活性は、リン酸化、アセチル化、ユビキチン化などの翻訳後修飾によって制御されている。

## 発見
FOXファミリーの最初のメンバーであり、その名称の由来となったのはショウジョウバエの転写因子fork headであり、ドイツの生物学者デトレフ・ヴァイゲルとHerbert Jäckleによって発見された。その後、多数のメンバーが特に脊椎動物で発見された。それらにはもともと大きく異なる命名がなされていたが（HFH、FREAC、fkhなど）、2000年に統一命名法が導入され、配列保存性に基づいてサブクラス（FOXA-FOXS）への分類がなされた。

## 遺伝子
- FOXA1（英語版）, FOXA2（英語版）, FOXA3（英語版） (肝細胞核因子（英語版）も参照)
- FOXB1（英語版）, FOXB2
- FOXC1（英語版） (緑内障と関係), FOXC2（英語版） (静脈瘤)
- FOXD1（英語版）, FOXD2, FOXD3（英語版） (尋常性白斑), FOXD4（英語版）, FOXD4L1, FOXD4L3, FOXD4L4, FOXD4L5, FOXD4L6
- FOXE1（英語版） (甲状腺), FOXE3（英語版） (水晶体)
- FOXF1（英語版） (肺), FOXF2（英語版）
- FOXG1（英語版） (脳)
- FOXH1（英語版） (広く発現)
- FOXI1（英語版） (耳), FOXI2, FOXI3（英語版）
- FOXJ1（英語版） (繊毛), FOXJ2（英語版） (赤血球), FOXJ3
- FOXK1（英語版）, FOXK2（英語版） (HIV, IL-2, 副腎)
- FOXL1 (卵巣), FOXL2（英語版）
- FOXM1 (細胞周期, 赤血球, がん)
- FOXN1（英語版） (毛, 胸腺), FOXN2, FOXN3（英語版） (細胞周期チェックポイント; 広く発現), FOXN4
- FOXO1 (広く発現: 筋肉, 肝臓, 膵臓), FOXO3 (アポトーシス, 赤血球, 長寿), FOXO4 (広く発現), FOXO6（英語版） (肝臓, 骨格筋, 脳)
- FOXP1（英語版） (多能性, その後, 脳, 心臓, 肺), FOXP2 (広く発現? 脳; 言語能力), FOXP3 (T細胞), FOXP4（英語版）
- FOXQ1（英語版）
- FOXR1, FOXR2
- FOXS1（英語版）[9]

## がん
FOXファミリーのメンバーであるFOXD2は、さまざまな悪性度の子宮頸部異形成由来のヒトパピローマウイルス陽性ケラチノサイト新生物において、徐々に過剰発現が進行していることが発見されている。そのため、FOXD2は腫瘍形成と関係している可能性が高く、子宮頸部異形成の進行の予後マーカーとなる可能性がある。